# Dublin Bay-South
Dublin Bay-South is een kiesdistrict in de Republiek Ierland voor de verkiezing voor Dáil Éireann, het lagerhuis van het Ierse parlement. Het werd ingesteld bij de herindeling van kiesdistricten in 2012 en deed in 2016 voor het eerst dienst als kiesdistrict. Het kiest 4 zetels.
Het district omvat het oude district Dublin South-East en een klein deel van Dublin South-Central.
In 2017 behaalde Fine Gael 2 zetels, terwijl Fianna Fáil en de Groenen beide een zetel haalden. 

## Referendum
Bij het abortusreferendum in 2018 stemde in het kiesdistrict 78,5% van de opgekomen kiezers voor afschaffing van het abortusverbod in de grondwet. Dat was het hoogste percentage voorstemmen van alle kiesdistricten.